# Francisco Preciado de la Vega
Pour les articles homonymes, voir Preciado et De la Vega.
Francisco Preciado de la Vega (Séville, 1712 - Rome, 10 juillet 1789) est un peintre espagnol.
Il est reconnu comme l’un des représentants de l’école sévillane de peinture. Il fut membre de l’Académie royale des beaux-arts de San Fernando. Il fut responsable des pensionnaires à Rome de cette institution et secrétaire de l’académie de Saint Luc. Il servit de pont entre l’académie Royale et le monde des beaux arts à Rome. Il fut également peintre de chambre du roi Charles III d’Espagne à qui il montra les avantages d’étendre les activités des académiciens espagnols en Italie. Il fut également auteur d’un ouvrage didactique « l’Arcadie Picturale »